# ګ
Pour les articles homonymes, voir Gāf.
Kāf ouvert rond ou gāf est une lettre additionnelle de l'alphabet arabe utilisée en ormuri et en pachto.

## Utilisation
En pachto ‹ ګ › est utilisé pour représenter une consonne occlusive vélaire voisée [ɡ]. Elle est parfois aussi transcrite ‹ گ ›, en particulier en Afghanistan.
Cette lettre est déjà attestée dans les ouvrages pachto de Bāyazid Rōshān Ansāri au XVIe siècle.
En persan, ‹ ګ › est une des lettres qui a représenté une consonne occlusive vélaire voisée [ɡ] ou une consonne nasale vélaire voisée [ŋ], selon le dialecte. Elle a été remplacée par kāf long trait suscrit ‹ گ › en persan, kāf ouvert deux point suscrit ‹ ػ › ou encore kāf trois points suscrits ‹ ڭ › dans les langues utilisant un alphabet dérivé de l’alphabet arabo-persan.

## Représentation informatique
Le kaf rond peut être représenté avec les caractères Unicode suivants (arabe) :
| formes | représentations | chaînes de caractères | points de code | descriptions          |
| ------ | --------------- | --------------------- | -------------- | --------------------- |
| lettre | ګ               | ګ                     | U+06AB         | lettre arabe kaf rond |